# Sanatorium (singolo)
Sanatorium (サナトリウム?, Sanatoriumu) è il ventinovesimo singolo della rock band visual kei giapponese Plastic Tree. È stato pubblicato il 28 ottobre 2009 dall'etichetta major Universal Music.
Si tratta del primo lavoro del batterista Kenken Satō con i Plastic Tree, che si era unito alla band nel luglio del 2009 dopo aver suonato coi DROWNING; in realtà Satō ha partecipato anche al precedente singolo Fukurō (compreso il videoclip), ma senza essere accreditato.
Il singolo è stato stampato in quattro versioni, tutte in confezione jewel case: due special edition con DVD extra e copertine diverse, e due normal edition (la prima stampa con un omake e l'edizione normale) con un brano in più e copertina uguale.

## Tracce
Dopo il titolo è indicata fra parentesi "()" la grafia originale del titolo, eventuali note sono indicate dopo il punto e virgola ";".

### Normal edition
La prima stampa della normal edition è accompagnata da un omake non presente nelle successive edizioni, senza alcun gadget.
1. Sanatorium (サナトリウム?) - 5:53 (Ryūtarō Arimura - Ryūtarō Arimura, Tadashi Hasegawa)
2. Pied Piper (パイドパイパー?) - 5:16 (Ryūtarō Arimura - Akira Nakayama)
3. Sanatorium ~Instrumental~ (サナトリウム〜Instrumental〜?) - 5:53 (Ryūtarō Arimura, Tadashi Hasegawa)
4. Pied Piper ~Instrumental~ (パイドパイパー〜Instrumental〜?) - 5:16 (Akira Nakayama)

### Special edition
Due versioni con tracklist uguale, ma copertine e DVD bonus diversi.
1. Sanatorium (サナトリウム?) - 5:53 (Ryūtarō Arimura - Ryūtarō Arimura, Tadashi Hasegawa)
2. Pied Piper (パイドパイパー?) - 5:16 (Ryūtarō Arimura - Akira Nakayama)

#### DVD A
1. Sanatorium; videoclip
2. Sanatorium; making of

#### DVD B
1. Performance live

## Altre presenze
- Sanatorium:
  - 23/12/2009 - Dona Dona

## Formazione
- Ryūtarō Arimura - voce e seconda chitarra
- Akira Nakayama - chitarra e cori
- Tadashi Hasegawa - basso e cori
- Kenken Satō - batteria